# Lass mich los (Mike-Singer-Lied)
Lass mich los ist ein Lied des deutschen Popsänger Mike Singer aus dem Jahr 2022, in Zusammenarbeit mit dem deutschen Rapper Kayef.

## Entstehung und Veröffentlichung
Geschrieben wurde das Lied von den beiden Interpreten, zusammen mit den Koautoren Jules Kalmbacher, Sebastian Moser, Jens Schneider und Yannick Steffen. Alle Autoren waren dabei sowohl für die Musik als auch für den Text verantwortlich. Kalmbacher und Schneider zeichneten darüber hinaus auch für die Produktion verantwortlich.
Die Erstveröffentlichung von Lass mich los erfolgte als Single am 7. Januar 2022 bei A Better Now Records. Diese erschien als digitaler Einzeltrack zum Download und Streaming. Am 14. April 2022 erschien das Lied als Teil von Singers sechsten Studioalbum Emotions (Katalognummer: 060243888668), dessen fünfte Singleauskopplung es ist.

## Inhalt
Der Liedtext handelt von einem männlichen lyrischen Ich, dass sein Gegenüber nie sagen würde, dass es ihn los lassen soll, weil er es so sehr liebe. Trotzdem kann er den Reiz mit anderen Frauen Sex zu haben nicht widerstehen, schwört aber stets, dass es das letzte Mal gewesen sei.

„„Lass mich los“ würd ich niemals zu dir sagen.

Also lass nicht los, denn nur du kennst meine Narben.

Fragst mich wieder, wo ich war.

Ich schwör', es war das letzte Mal.

Baby, „Lass mich los“ würd ich niemals zu dir sagen (Ahh).“

## Musikvideo
Das Musikvideo zu Lass mich los entstand unter der Regie von Maximilian Somogyi und zählte bis Oktober 2024 über 1,5 Millionen Aufrufe auf der Videoplattform YouTube.

## Chartplatzierungen
| ChartsChartplatzierungen | Höchstplatzierung | Wochen |
| ------------------------ | ----------------- | ------ |
| Deutschland (GfK)        | 75 (1 Wo.)        | 1      |